# Cophixalus hosmeri
Espèce
Statut de conservation UICN

 LC  : Préoccupation mineure
Cophixalus hosmeri est une espèce d'amphibiens de la famille des Microhylidae.

## Répartition
Cette espèce est endémique du Nord-Est du Queensland en Australie. Son aire de répartition concerne une zone de taille réduite au nord-est de Cairns, dans la péninsule du cap York. Elle est présente entre 800 et 1 370 m d'altitude,.

## Étymologie
Cette espèce est nommée en l'honneur de William Hosmer.

## Publication originale
- Zweifel, 1985 : Australian Frogs of the family Microhylidae. Bulletin of the American Museum of Natural History, vol. 182, p. 265-388 (texte intégral).